# Sainte-Croix (Dordoña)
 Sainte-Croix  (en occitano Senta Crotz) es una población y comuna francesa, situada en la región de Aquitania, departamento de Dordoña, en el distrito de Bergerac y cantón de Beaumont-du-Périgord.

## Demografía
| 134 | 113 | 91 | 84 | 94 | 95 |
| Para los censos de 1962 a 1999 la población legal corresponde a la población sin duplicidades (Fuente: INSEE [Consultar]) |     |    |    |    |    |